# Halassy Iván
Halassy Iván Zoltán, névváltozatai: Hofmann Hugó, Halasi Iván (Nagyvárad, 1908. augusztus 13. – Szeged, 1969. július 16.) színész, színházi titkár, színházigazgató. 

## Élete
Hofmann Rómeó Angelló fakereskedő és Lengyel Angyalka Olga fia. 1930-ban végezte el az Országos Színészegyesület színiiskoláját. Zilahy Lajos, Károlyi János (Kiskunhalas, Nagykőrös) és dr. Ferenczy Gyula erdélyi társulatánál táncoskomikusként működött, majd 1936-ban maga is igazgató lett. 1936 és 1938 között a Tállya–Gönc színikerületben játszott, majd társulata feloszlott. 1940-ben az Óbudai Kisfaludy Színház tagja. 1946–1947-ben a Pécsi Nemzeti Színház igazgatója volt. Az 1960-as években Szegeden szerepelt és a Szegedi Nemzeti Színház gazdasági igazgatója volt.
Az Óbudai temetőben helyezték végső nyugalomra.

### Magánélete
Házastársa Meződi Erzsébet volt, akit 1950-ben Cegléden vett nőül.

## Főbb szerepei
- Beaumarchais: Figaro házassága – Bartholo
- Barillet–Grédy: A kaktusz virága – Cochet úr